# Římskokatolická farnost Šaratice
Římskokatolická farnost Šaratice je územní společenství římských katolíků s farním kostelem svatého Mikuláše ve slavkovském děkanství. Do farnosti spadají obce Šaratice, Hostěrádky-Rešov a Zbýšov.

## Historie farnosti
První zmínka o obci pochází z roku 1209. Duchovní správa v Šaraticích je doložena již v roce 1270. Farnost spadala pod patronát zábrdovických premonstrátů, z jejichž řad pocházeli také šaratičtí duchovní. Posledním farářem-zábrdovickým řeholníkem byl Chrysostom Lavička, který zemřel roku 1800. Na místě původního kostela ze 17. století byl v letech 1902–1903 vystavěn nový kostel svatého Mikuláše. V roce 1956 zde postavila varhanářská firma Holčapek – pod hlavičkou Dřevopodniku města Brna – třímanuálové varhany s pedálem. V roce 2019 proběhla druhá etapa opravy královského nástroje varhanářem Tomášem Nováčkem z Třebíče.

## Duchovní správci
V 19. století působila na faře řada významných osobností, jeden z nich – slovenský národní buditel Jan Slota Rajecký (kaplan v letech 1845–1852) – má na budově fary pamětní desku. Nejdelší dobu (1949–2005) byl duchovním správcem důstojný pán Antonín Láník, organolog, skladatel, sbormistr, violista a lektor Instruktáží pro varhaníky, který se zasloužil o rozvoj lidového duchovního zpěvu ve farnosti. Ze Šaratic pochází současný opat premonstrátského kláštera v Nové Říši Marian Rudolf Kosík.
Po odchodu Dp. Antonína Láníka farnost krátce spravoval slavkovský děkan Mgr. Milan Vavro. V letech 2005–2015 ji řídil důstojný pán PaedDr. Marek Slatinský, který zboural hospodářská stavení, začal s opravami kostela, přilehlé fary a v roce 2013 koupil digitální varhany. Ke dni 1. srpna 2015 byl ustanoven farářem důstojný pán Vít Martin Červenka, OPraem. – za jeho éry byla restaurována stylová kazatelna a pořídily se dva nové zvony. Počínaje zářím 2018 je duchovním správcem coby administrátor R. D. Mgr. Bc. Petr Pavel Severin, OPraem., který zajistil statiku kostela v roce 2019.
Od srpna 2022 se stal nových duchovním správcem R. D. Mgr. Siard Kamil Novotný, OPraem. 

## Bohoslužby
| Kostel       | Místo    | Bohoslužba (den)    | Hodina                                                   | Poznámka     |
| ------------ | -------- | ------------------- | -------------------------------------------------------- | ------------ |
| sv. Mikuláše | Šaratice | neděle středa pátek | 9.00 17.00 (zima)/18.00 (léto) 17.00 (zima)/18.00 (léto) | farní kostel |

## Aktivity ve farnosti

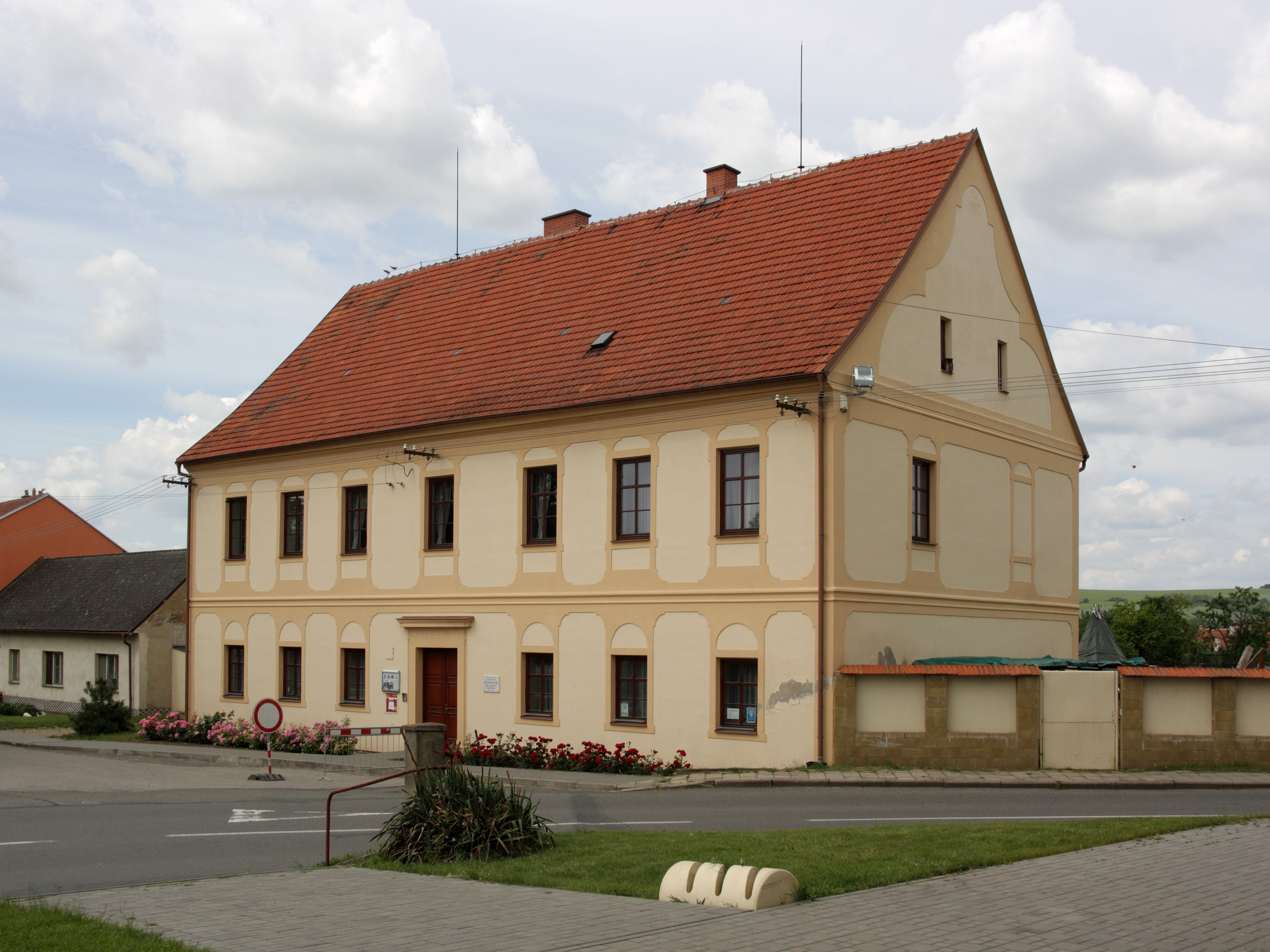
fara v Šaraticích

Farníci se podíleli na rozsáhlé opravě fary a farního kostela v prvním desetiletí 21. století. Každoročně se zde koná tříkrálová sbírka (při které se vybere více než 20 tisíc korun). V roce 2016 se při sbírce v Šaraticích vybralo 27 445 korun, v Hostěrádkách-Rešově 20 600 korun. 
Pravidelně při bohoslužbách vystupuje liturgická schola, sólisté a farní pěvecký sbor. Ke 110. výročí posvěcení kostela sv. Mikuláše složil Vojtěch Javora skladbu Do domu Hospodina, jež zde byla premiérována při slavnostní hodové mši za účasti autora. Při této příležitosti farnost připravila (v srpnu 2013) historický kalendář, který v grafické podobě porovnával nejdůležitější události za uplynulé období (působení papežů, biskupů, farářů, kaplanů a podstatné dění v místě)
V roce 2014 se v Šaraticích poprvé konalo Sborování – nesoutěžní přehlídka chrámových sborů. Sborování pořádala pod záštitou brněnského biskupa Vojtěcha Cikrleho Jednota na zvelebení církevní hudby na Moravě Musica sacra v Brně a to ve spolupráci s Římskokatolickou farností Šaratice v letech 2014, 2016, 2019. Varhanickou službu vykonává Dominik Brázdil.
Roku 2015 se farnost prvně zapojila do projektu Noc kostelů.
Třetí sobotu v měsíci září farnost koná svoji zásvětnou pouť k Divotvůrkyni Moravy – žarošické Madoně; část farníků putuje do Žarošic pěšky.
Pouť se koná 6. prosince (na sv. Mikuláše), hody kolem 20. srpna.